# 高梵·卡里卡利
高梵·卡里卡利（Godfred Karikari，1985年3月11日—），生於加納庫馬西，加納裔香港足球運動員，司職前鋒。
高梵在2012年6月13日與中超球會河南建業簽約，成為首位參加中超聯賽的非華裔血统內援，隨後在2012年6月1日主場對新加坡國家隊的友誼賽，首度為香港代表隊在國際A級賽亮相。

## 球員生涯

### 香港聯賽
高梵生於加納阿克拉庫馬西的富裕家庭，在年輕時曾被老師推薦去學校田徑隊，但最終他還是堅持選擇自己喜歡的足球。
在2002年，高梵透過其經理介紹到香港發展，獲時任教練朱志光賞識，加盟甲組球會福建，直到福建在2005年在聯賽護級失敗後，轉會到甲組球會流浪，到2008年1月加盟愉園，並在半季後就在聯賽錄得9球，雖然愉園於2009年夏天改組青春班，幾乎放棄全隊球員，但是高梵仍然獲得球會續約。直到2009/10年球季，愉園在聯賽10隊中名列包尾，宣吿護級失敗，而高梵則轉會獲得亞協盃參賽資格的地區球會天水圍飛馬，並在榮膺聯賽9月最有價值球員，期間他接受速度測試，而數據顯示其速度及奔跑距離，已與出戰歐聯賽事的球員沒有分別。

### 北上發展
隨後，高梵在第34屆省港盃表現出色，獲得中甲球會廣東日之泉青睞，惟日之泉於簽約前夕被中超球會河南建業搶先一步。結果在2012年6月13日河南建業宣布以内援的身份與高梵簽約，成為首位參加中超聯賽的非華裔血统內援，而他加盟後亦很快獲重用，他在6月23日作客0–0賽和大連實德的聯賽中首次代表球會登場，隨後在6月27日取得加盟後的首個正式比賽入球，協助球隊在中國足協盃第三輪中2–0擊敗中甲球會重慶力帆。
於2014年3月，高梵以内援身份轉會中甲球會深圳紅鑽，惟由於2014年7月球會出現欠薪，使高梵以放棄三個月薪水的代價，贖回自由身，加盟同一聯賽球會北京北控，他在2016年1月4日加盟中甲球會青島黃海，成為球隊主力前鋒，於4月16日主場對浙江毅騰的聯賽取得致勝入球，協助球會以2–1絕殺對手，惟他在5月2日對前球會北京北控的賽事中，入球後朝着前北控教練團方向舉中指慶祝，最終被罰停賽4場。
2016年1月4日晚，青島黃海為增強鋒綫實力，宣布签下高梵。總結青島黃海於首季在最後關頭接連不敵上海申鑫和武漢卓爾，遺憾因對賽成績較差，以16勝4平10負積52分遺憾沖超失敗，而高梵則為青島黃海貢獻4球及4助攻的成績。
在2017年賽季結束後，青島黃海沒有選擇和高梵續約。

### 重臨香江
在約滿離隊後，高梵選擇與由中超球會廣州富力出資及組建的港超聯球會R&F富力簽約，並於1月20日主場對陽光元朗的聯賽，首度為富力上陣，即取得加盟後的首個入球，結果協助富力以2–1勝出。在球季結束後，高梵離隊，回復自由身。
高梵在美國冠軍聯賽球會阿特蘭大聯二隊跟操半年後，於2020年2月5日加盟另一支港超聯球會傑志。

## 國際賽生涯
在香港連續居住滿7年後，高梵於2011年2月成功取得香港身份證，並消耗近1年時間放棄加納國籍，錯過為香港代表隊出戰龍騰盃邀請賽，他在2011年12月獲香港足球總會首度徵召參與第34屆省港盃，並在12月28日的首回合賽事，以正選身份首次代表香港代表隊上陣，更於於74分鐘頂進一球協助香港一度反超前2–1，結果都被廣東隊逼和2–2，隨後，他於次回合作客廣東期間，在加時113分鐘單刀推過出迎的門將施射，可惜結果被廣東球員及時護空門，最終香港在互射12碼階段擊敗廣東，重奪省港盃冠軍。
在2012年6月1日，高梵獲加納足協確認他從未為國家隊出戰後，於主場對新加坡國家隊的國際友誼賽，首次代表香港在A級賽亮相，在2015年6月，他代表香港出戰2018年世界盃外圍賽，並於主場對不丹及卡塔爾國家隊中取得入球，其中在作客世界排名高67位的中國國家隊的賽事中，正選登場兼助攻助守，協助香港隊歷史性以0–0守和中國，惟他在主場對中國的次循環卻因觸傷腿筋而意外落選，總結整個系列資格賽，高梵表現出色，上陣6場取得2個入球。

## 榮譽
天水圍飛馬
- 香港聯賽盃亞軍（2010–11季度、2011–12季度）
- 香港足總盃亞軍（2011–12季度）
- 香港甲組足球聯賽亞軍（2011–12季度）

傑志
- 香港超級足球聯賽冠軍（2019–20季度）
- 香港菁英盃冠軍（2019–20季度）

河南建業
- 中國甲級足球聯賽冠軍（2013年）

香港代表隊
- 省港盃冠軍（2012年）

個人
- 香港甲組足球聯賽 9月最有價值球員（2011–12季度）

## 外部連結
- Godfred Karikari （页面存档备份，存于）